# Château de Beckington
Le château de Beckington est une maison historique du village de Beckington, dans le Somerset, en Angleterre. Il s'agit d'un bâtiment classé Grade II* .
Il est construit au début du XVIIe siècle à l'emplacement d'un édifice médiéval. Il abrite divers nobles et hommes d'affaires locaux, servant également d'hôtel et d'école. Il est maintenant utilisé comme bureaux.

## Histoire
Il est construit à l'origine au début du XVIIe siècle  sur le site d'un bâtiment médiéval antérieur par William Long, un drapier et patron de l'église Beckington . En 1569, le fils de William, Thomas, y vit. Quelque temps avant 1616, il est vendu à James Ley (1er comte de Marlborough) qui est Lord Chief Justice de la Cour du banc du Roi en Irlande puis en Angleterre ; il est député anglais et Lord grand trésorier de 1624 à 1628. Il est également membre fondateur de la Société des Antiquaires.

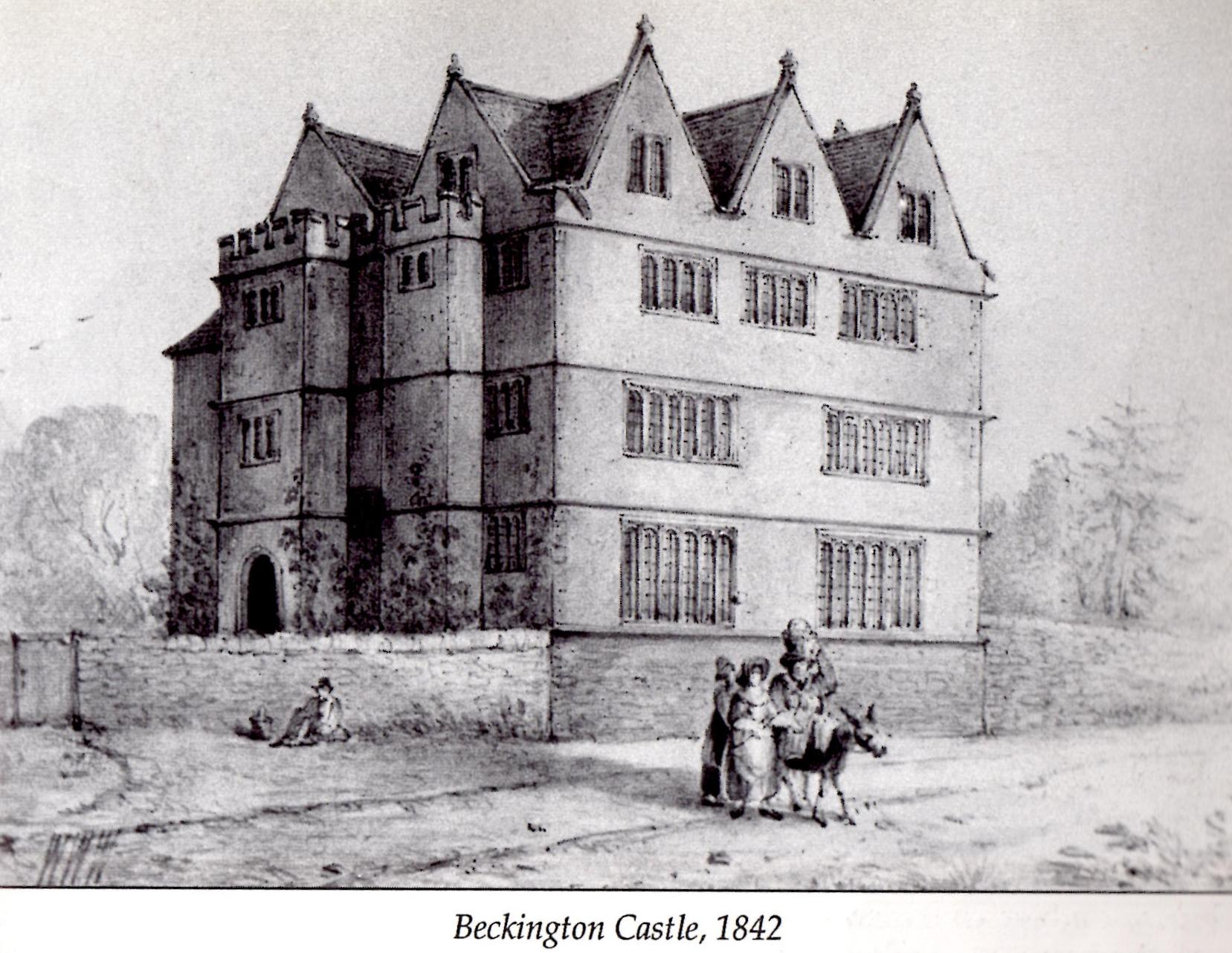
Château de Beckington en 1842

Plusieurs marchands locaux possèdent le bâtiment au XVIIIe siècle, dont Christopher Brewer, Samuel Love et Nathaniel Mortimer. Dans les années 1780, le château de Beckington passe aux mains de la famille Chislett qui en est propriétaire jusqu'en 1870. Ce n'est qu'en 1839 que le nom de "Castle House" est appliqué au bâtiment . Cela évolue ensuite pour devenir «The Castle» et plus tard «Beckington Castle». En 1870, George Esdaile achète le château pour 450 £, le propriétaire suivant est le colonel Augustus Hill qui le détient de 1896 à 1901 .
Edward Milles Nelson en est propriétaire de 1902 à 1926. Il est président de la Royal Microscopical Society et auteur de « The Cult of Circle Builders ». C'est alors la maison du capitaine John Hamilton des Coldstream Guards, qui devient plus tard le 3e baron Hamilton de Dalzell, et en 1942, c'est le lieu de naissance de son deuxième fils, l'homme politique Archie Hamilton, baron Hamilton d'Epsom .
Il sert également d'hôtel et de salle d'exposition d'antiquités. De 1945 à 1970, l'école Ravenscroft  occupe le bâtiment. En février 1966, un incendie se déclare dans la chaufferie du château et une partie de l'intérieur est détruite . Ravenscroft ferme pendant une semaine, puis continue à fonctionner dans ses dépendances pendant que les dégâts importants sont réparés.
Le bâtiment est réputé hanté et c'est peut-être le premier bâtiment en Angleterre qui est décrit dans une annonce à vendre comme étant plus désirable parce qu'il était hanté .
En 1989, le château, qui est alors en mauvais état , et les terrains sont achetés par Systems Engineering & Assessment Ltd (SEA), qui fournit un soutien technique et d'approvisionnement au ministère de la Défense . Entre 1995 et 1996, le château de Beckington est restauré par SEA en tant que siège social, en coopération avec le Mendip Council et English Heritage .